# 越前町立織田小学校
越前町立織田小学校（えちぜんちょうりつ おたしょうがっこう）は、福井県丹生郡越前町にある町立小学校。

## 特徴
越前町立織田小学校は福井県の西部に位置し、自然に囲まれた場所にある。校舎は、木造建築の２階建てで、天窓や池、橋などを活用した、広々とした造りになっている。また、屋根は、伝統の瓦葺き屋根である。
生徒の学校生活や学習を支援することを目的に「学校支援ボランティア」を導入している。「学校支援ボランティア」は、地域の人々で構成されており、学校行事や畑作業、低学年の食事、着替えなど、様々な場面で活躍している。

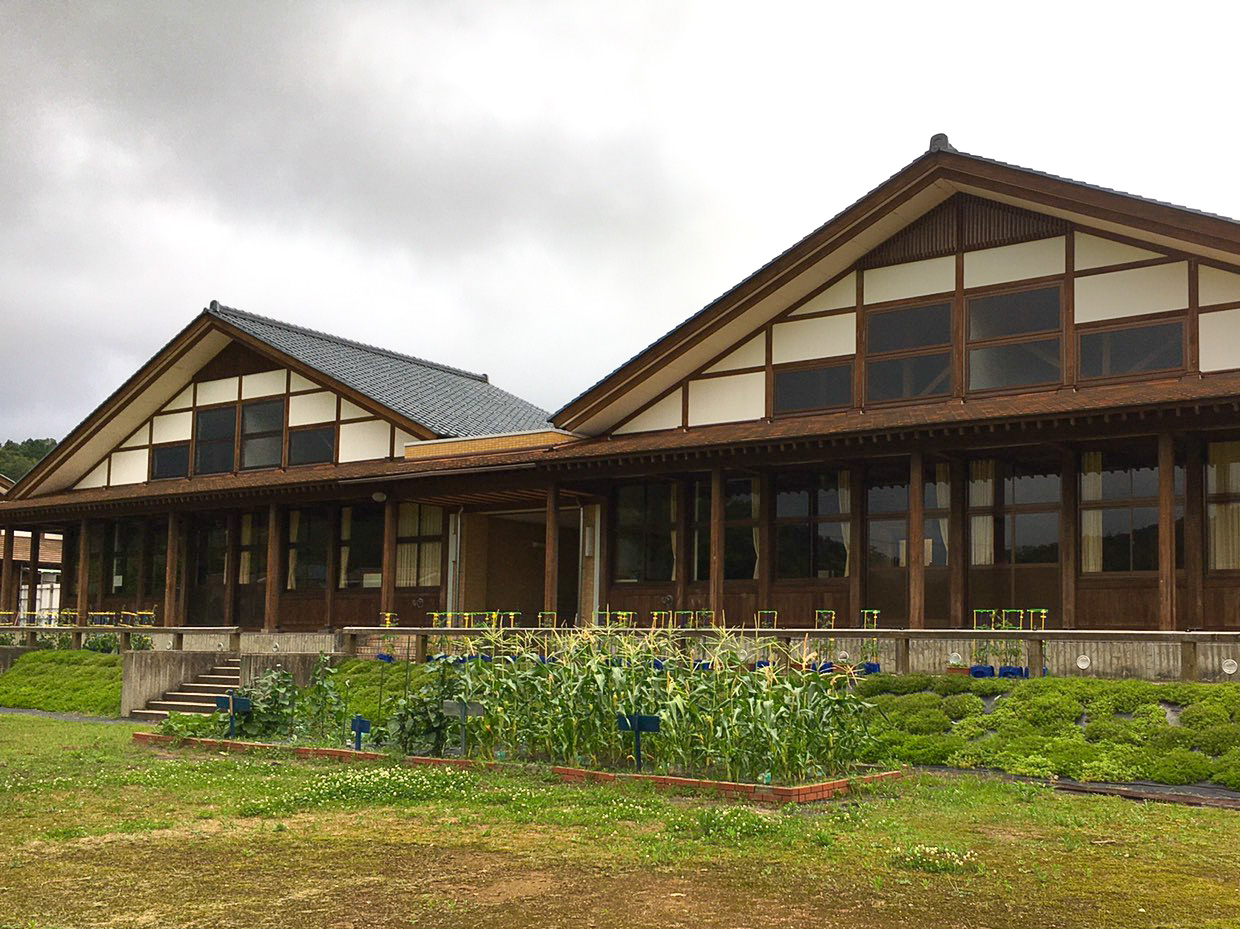

## 沿革
1892 年（明治25年）織田尋常小学校創立 
1900 年（明治33年）校歌制定 
1941 年（昭和16年）織田村立国民学校と改称 
1947 年（昭和22年）織田村立織田小学校と改称 
1948 年（昭和23年）PTA総会が開かれる
1958 年（昭和33年）新校舎落成 
1979 年（昭和54年）給食センター方式による給食開始 
1991 年（平成3年）創立100周年記念式典実施 
1996 年（平成8年）新校舎落成 
2000 年（平成12年）公立学校優良施設表彰-文部科学大臣奨励賞受賞 
2004 年（平成15年）学校支援ボランティアを導入 
2005 年（平成16年）福井県型コミュニティスクールモデル事業県に指定 
2006 年（平成17年）越前町立織田小学校と改称 
2008 年（平成20年）外部評価委員会設置
2012 年（平成24年）福井県国語教育研究大会が開催
2019年（平成30年）越前町学校給食センター運営開始

## 進学先中学校
- 越前町立織田中学校

## 学区 / 校区内の主な施設
劔神社